# Дачненська сільська територіальна громада
Дачненська сільська територіальна громада — територіальна громада в Україні, у Одеському районі Одеської області. Утворена 25 жовтня 2020 року в результаті  об'єднання Дачненської сільської ради Біляївського району та Єгорівської сільської ради Роздільнянського району (поділ 1930-2020 рр.). Адміністративний центр — село Дачне.

## Склад громади
До складу громади входить 8 сіл:
- Болгарка
- Дачне
- Єгорівка
- Єлизаветівка
- Мале
- Одрадове
- Світлогірське
- Хоминка